# Gaibandha (Distrikt)

Lage von Gaibandha in Bangladesch

Gaibandha (bengalisch: গাইবান্ধা) ist ein Distrikt in Rangpur. Die im Hauptstadt des Distrikts bildet die gleichnamige Stadt Gaibandha. Die Gesamtfläche des Distrikts beträgt 2179 km². Der Distrikt setzt sich aus 7 Upazilas zusammen. Die Subdivision Gaibandha wurde 1875 gegründet. Gaibandha war früher als Bhabanigonj bekannt. Der Name wurde 1875 von Bhabanigonj in Gaibandha geändert. Gaibandha wurde am 15. Februar 1984 als Distrikt gegründet.
Der Distrikt Gaibandha grenzt im Norden an Kurigram und Rangpur, im Süden an den Distrikt Bogra, im Westen an die Distrikte Joypurhat, Dinajpur sowie an Jamalpur und im Osten an den Fluss Brahmaputra. Der Distrikt hat 2.430.627 Einwohner (Volkszählung 2011). Die Alphabetisierungsrate liegt bei 42,8 % der Bevölkerung. 92,7 % der Bevölkerung sind Muslime, 7,1 % sind Hindus und 0,2 % sind Christen, Buddhisten oder sonstige.
Das Klima ist tropisch und das ganze Jahr über warm. Die jährliche Durchschnittstemperatur dieses Distrikts variiert von maximal 32,3 Grad Celsius bis minimal 11,2 Grad. Die jährliche Niederschlagsmenge beträgt 2931 mm (2011) und die Luftfeuchtigkeit ist ganzjährig hoch.
Die Wirtschaft des Distrikts ist vorwiegend von der Landwirtschaft geprägt. Es gibt eine Zuckermühle, eine Baumwollmühle, 35 Keksfabriken, 28 Eisfabriken und eine Rohrfabrik in dem Distrikt. Laut der Volkszählung von 2011 arbeiten 70,7 % der Arbeitskräfte in der Landwirtschaft, 24,1 % im Dienstleistungssektor (meist in informellen Verhältnissen) und 5,2 % in der Industrie.